# Karl-Uno Olofsson
Karl-Uno Olofsson, född 16 december 1940 i Vindeln, är en svensk före detta medeldistanslöpare. Han tävlade för IFK Umeå.
Olofsson vann SM på 800 meter 1965 samt 1 500 meter åren 1963 till 1965.
Han deltog i Olympiska Spelen i Tokyo 1964 där han nådde semifinal på 1 500 meter.